# Nabu

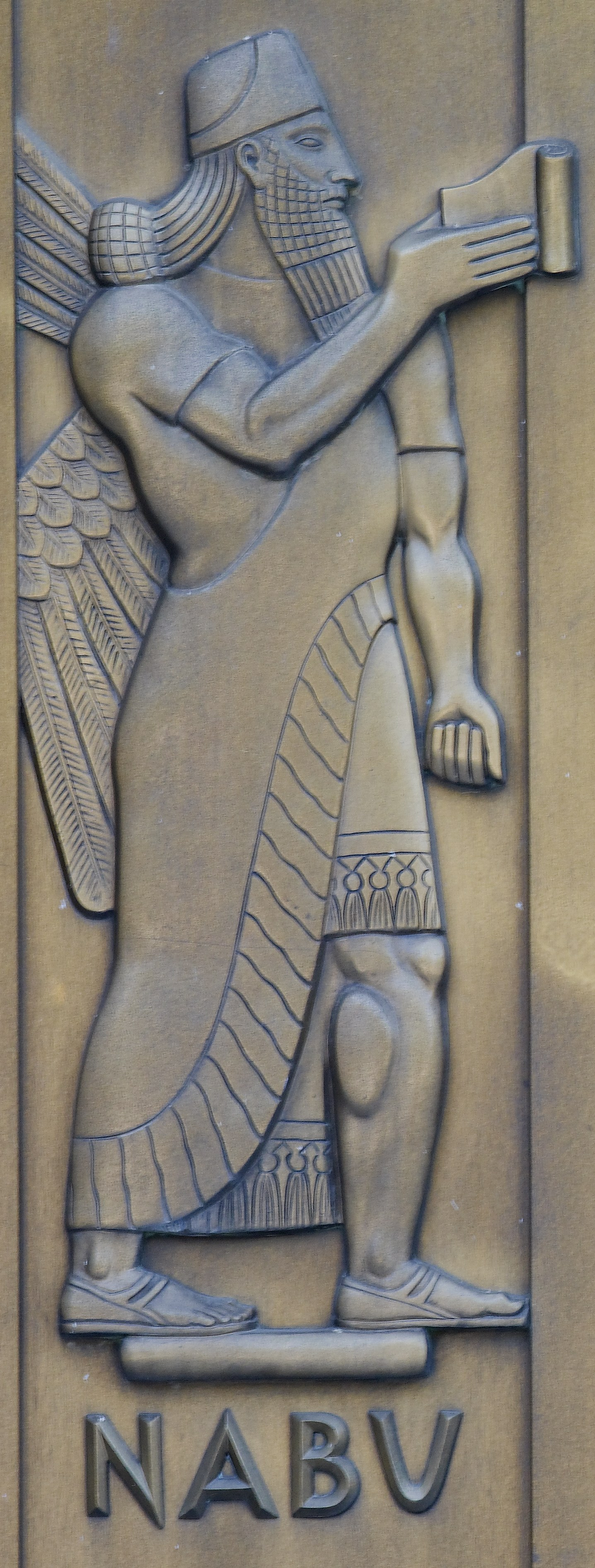
Immagine moderna di Nabu

Nabu è una divinità mesopotamica. È il dio della scrittura e della saggezza e figlio di Marduk e di Ṣarpanītum. Ha una consorte di nome Tašmetum.
Il suo tempio principale si trova a Borsippa, nei pressi di Babilonia. Il dio si identifica con il pianeta Mercurio per via del nome che significherebbe "illuminato" oppure "profeta".
La divinità diventò famosa nel periodo tardo-babilonese e all'inizio della civiltà assira.
L'oggetto a lui sacro è il calamaio, di cui all'epoca facevano uso gli scribi e ha come animali sacri il drago e il serpente.

## Biografia
Nabu era adorato dai Babilonesi e dagli Assiri. Nabu acquisì importanza tra i Babilonesi nel I millennio a.C., quando fu identificato come figlio del dio Marduk. 
Nabu era venerato nella città gemella di Babilonia, Borsippa, da dove la sua statua veniva portata a Babilonia ogni Capodanno affinché potesse rendere omaggio al padre. I simboli di Nabu includevano uno stilo appoggiato su una tavoletta e una semplice forma a cuneo; il re Nabonedo, il cui nome richiama Nabu, aveva uno scettro reale sormontato dal cuneo di Nabu. Tavolette d'argilla con particolare abilità calligrafica venivano utilizzate come offerte al tempio di Nabu. Sua moglie era la dea accadica Tashmet.Nabu era il dio protettore degli scribi, dell'alfabetizzazione e della saggezza. Era anche l'inventore della scrittura, uno scriba divino, il dio protettore delle arti razionali e un dio della vegetazione. Come dio della scrittura, Nabu inscriveva i destini assegnati agli uomini ed era equiparato al dio scriba Ninurta. Come oracolo, era associato al dio lunare mesopotamico Sin. 
Nella tradizione babilonese, il pianeta Mercurio era associato a Ninurta (così come Saturno); poiché nel MUL.APIN Ninurta è costantemente identificato con Mercurio, e si legge che: "Mercurio, il cui nome è Ninurta, percorre (lo stesso) percorso della Luna". Quando Marduk assunse il ruolo di re degli dei da Enlil ed ereditò sia i suoi ruoli cultuali che gli epiteti, nonché la sua posizione all'interno del pantheon, il ruolo del figlio più importante del padre degli dei che in precedenza era appartenuto a Ninurta in quanto figlio di Enlil (ora sostituito da Marduk) fu quindi assunto da Nabu, e Nabu venne associato al pianeta Mercurio e gli vennero dati dei collegamenti con il dio della luna Sin, perché come affrontato nel MUL.APIN, anche quando Mercurio era considerato il pianeta di Ninurta, manteneva comunque alcuni aspetti lunari poiché percorreva lo stesso percorso della luna.Nabu indossava un copricapo cornuto e stava in piedi con le mani giunte nell'antico gesto del sacerdozio. Cavalcava un drago alato noto come Sirrush, originariamente appartenuto a suo padre Marduk. Nell'astrologia babilonese, Nabu era identificato con il pianeta Mercurio.Nabu fu oggetto di culto continuo fino al II secolo, quando la scrittura cuneiforme divenne un'arte perduta.
Oggi nella cosmologia mandea, il nome di Mercurio è `Nbu, che deriva dal nome Nabu.

### Fuori la Mesopotamia
Il culto di Nabu si diffuse nell'antico Egitto. I nomi che contengono Nabu sono i nomi teoforici più comuni per i parlanti semitici in Egitto, così come nei testi neobabilonesi. 
Nabu era anche una delle divinità cananee e israelite venerate a Elefantina e Assuan, accanto a divinità come Yahweh, Nanay, Betel, Anat e la Regina del Cielo.Nella Bibbia ebraica, Nabu è menzionato come Nəḇo (נְבוֹ) in Isaia 46:1 e Geremia 48:1.
Nel periodo ellenistico, Nabu veniva talvolta identificato con Apollo come dispensatore di profezie. In quanto dio della saggezza e messaggero divino, Nabu era associato al dio greco Hermes, al dio romano Mercurio e alla divinità egizia Thoth.

## Altri media
- Nei fumetti DC Comics e in molteplici serie animate (Young Justice, Justice League, Justice League Action, Justice League Unlimited, etc.), serie live action (Smallville) e film (Black Adam), lo spirito di Nabu è incarnato in un oggetto magico: l'Elmo del Destino, custodito e indossato dal cosiddetto Dottor Fato, elmo che dona molteplici poteri di carattere magico.